# Scelimena dentiumeris
Scelimena dentiumeris är en insektsart som först beskrevs av Hancock, J.L. 1907.  Scelimena dentiumeris ingår i släktet Scelimena och familjen torngräshoppor. Inga underarter finns listade i Catalogue of Life.